# Trerice

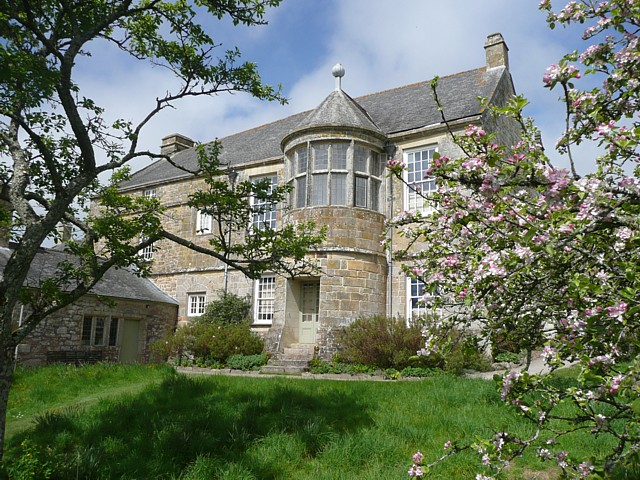
La facciata meridionale di Trerice House

Trerice House o semplicemente Trerice è una casa di campagna del villaggio inglese di St Newlyn East, (dintorni di Newquay), nella contea del Cornovaglia (Inghilterra sud-occidentale), che è stata realizzata tra il XV e il XVI secolo e che fu residenza delle famiglie Arundell e Acland.
L'edificio è classificato come palazzo di primo grado ed è posto sotto la gestione del National Trust.

## Storia
In origine sorgeva probabilmente in loco una casa torre, fatta costruire nel XV secolo da Sir John Arundell I. La casa torre venne poi ampliata agli inizi del XVI secolo, con l'aggiunta di una facciata a due piani, fatta probabilmente dall'ammiraglio John Arundell, noto come Jack di Tilbury.
Tra il 1570 e il 1573, l'edificio venne sensibilmente rimodellato da un altro John Arundell, sceriffo di Cornovaglia.
La residenza venne progressivamente abbandonata dalla famiglia Arundell tra la fine del XVIII e gli inizi del XIX secolo. In seguito, dopo la cessazione della linea ereditaria della famiglia Arundell, Trerice passò nelle mani della famiglia Acland, che fece restaurare una della stanze del palazzo, la Great Chamber.
Uno dei membri della famiglia Acland fu Sir Thomas Dyke Acland, un politico che soleva risiedere a Trerice durante le sue visite ufficiali in Cornovaglia.
Nel XX secolo, Trerice venne ceduta dalla famiglia Acland a degli agricoltori e la tenuta venne suddivisa in dodici fattorie. Gli ultimi soggetti privati ad essere proprietari di Trerice furono gli Elton, i quali, nel 1953, cedettero la proprietà al National Trust, con il quale negoziarono un canone di affitto di 200 anni non prima, però, di aver provveduto ad un'opera di restauro dell'edificio, che costò la cifra di 60.000 sterline.

## Architettura

### Esterni
Nel parco attorno alla villa si trova, tra l'altro, The Mohay, un labirinto in stile Tudor creato dal National Trust ed ispirato a un disegno di Thomas Hill, contenuto nell'opera The Gardener's Labyrinth, uscita negli anni settanta del XVI secolo.

### Interni
Tra le stanze degne di nota figura la Great Chamber, dove spicca la finestra orientale, suddisiva in 576 pannelli di vetro.

## Leggende
Una guida di viaggio stampata agli inizi del XX secolo descriveva Trerice come "una residenza baronale infestata dai fantasmi".
Secondo la leggenda, a Trerice si aggirerebbe il fantasma di una donna di servizio, che si suicidò dopo essere stata messa incinta e poi abbandonata da un membro della famiglia Arundell. Un altro fantasma che si aggirerebbe a Trerice sarebbe quello di un ragazzo morto nei pressi della tenuta in seguito a una caduta da cavallo.

## Nella cultura di massa
Trerice ispirò la tenuta di Trenwith menzionata nella serie di romanzi, scritta da Winston Graham, Poldark.